# Scénario social
 (avril 2013).
Si vous disposez d'ouvrages ou d'articles de référence ou si vous connaissez des sites web de qualité traitant du thème abordé ici, merci de compléter l'article en donnant les références utiles à sa vérifiabilité et en les liant à la section « Notes et références ».
Le scénario social est un outil d’intervention développé afin d’aider les personnes ayant un trouble envahissant du développement à « lire » différentes situations sociales. 

## Description
Les scénarios sociaux sont généralement utilisés auprès de personnes autistes ou ceux présentant un trouble envahissant du développement (TED). La caractéristique centrale de l’autisme (ou du TED) étant la difficulté de l’élève à s’adapter et à comprendre son environnement social.  L'histoire sociale est rédigée par un membre de la famille, par un enseignant ou tout autre professionnel qui connaît bien la personne.
L’objectif du scénario social est d’illustrer une situation sociale de façon précise afin d’améliorer la compréhension sociale de l’élève ou son habileté à interagir socialement. Il vise ainsi l’adaptation de l’élève (Gray et Garand, 1993). 
Selon Gray et Garand (1993), le scénario social est une courte histoire décrivant une situation sociale de façon détaillée et représentant ce qui est souhaité ou attendu de l’élève dans cette situation particulière. Le scénario social peut être écrit et illustré à l’aide de dessins, photos ou d’autres formes d'images. Il peut aussi être filmé pour répondre au besoin de l’élève. Il est utilisé afin de présenter à l’élève un comportement attendu, améliorer sa compréhension d’une situation sociale, expliquer un nouveau règlement ou un changement de routine. 
Selon Gray (1994), le scénario social doit respecter certains critères pour maximiser son efficacité. Les phrases constituant le scénario social doivent être courtes et écrites à la première personne du singulier. Le scénario social doit aussi inclure trois types de phrases, soit descriptives, qui illustrent une situation de façon claire, directives, qui présentent ce qui est attendu du sujet et enfin projectives, qui décrivent les réactions potentielles des personnes impliquées dans la situation sociale décrite. Les situations sociales décrites dans un scénario social ne doivent pas être trop complexes, doivent être spécifiques (ex. : dire bonjour lorsque je rencontre des gens que je connais), ciblées (ex. : difficultés sociales, comportements problématiques) et s’adapter au niveau de compréhension de l’élève impliqué. De plus, pour avoir une certaine portée, le scénario social doit être lu systématiquement par l’élève et doit rester accessible à ce dernier en cas de besoin.  Lorsque l'enfant ne maîtrise pas la lecture, le scénario social peut être lu par un intervenant. Il peut aussi être modifié aux besoins de l’élève au fur et à mesure que la situation évolue.  Le scénario social doit de plus être estompé afin que le ou les comportements ciblés soient maîtrisés de façon autonome par l'enfant.